# Frances Reid (Filmemacherin)
Frances Reid (* 1944 oder 1945) ist eine US-amerikanische Filmemacherin. Reid arbeitet in den Bereichen Regie und Filmproduktion und als Kamerafrau. Für ihre Arbeiten, die sich auf Dokumentarfilme konzentrieren, wurde Reid mehrfach für verschiedene Filmpreise nominiert und ausgezeichnet.

## Leben
Reid gründete 1975 gemeinsam mit Cathy Zheutlin, Joan E. Biren, Elizabeth Stevens und Mary Lee Farmer die Filmproduktionsfirma Iris Films, die sich auf Dokumentarfilme spezialisiert hat. 1977 veröffentlichte Reid mit In the Best Interests of the Children ihre erste Regiearbeit. Dieser Film gilt als die erste amerikanische Dokumentation, die sich mit Lesben und ihren Kindern beschäftigt. 1984 arbeitete Reid als Kamerafrau an der Dokumentation Wer war Harvey Milk? und lernte am Set Deborah Hoffmann kennen, die für den Filmschnitt zuständig war. Reid und Hoffmann sind seit Mitte der 1980er Jahre privat und beruflich ein Paar und leben offen lesbisch. Gemeinsam verwirklichten sie die mehrfach ausgezeichneten Filme Complaints of a Dutiful Daughter (1995) und im Jahr 2000 Der lange Weg aus der Dunkelheit, einen Film über die Apartheid in Südafrika. 2002 war Reid Jurymitglied beim Sundance Film Festival.

## Filmografie (Auswahl)
Als Regisseurin
- 1977: In the Best Interests of the Children
- 1994: Straight from the Heart
- 2000: Der lange Weg aus der Dunkelheit (Long Night’s Journey Into Day)
- 2001: All God’s Children

Als Kamerafrau
- 1977: In the Best Interests of the Children
- 1984: Wer war Harvey Milk? (The Times of Harvey Milk)
- 1987: Reno’s Kids: 87 Days + 11
- 1994: Complaints of a Dutiful Daughter
- 2000: Der lange Weg aus der Dunkelheit (Long Night’s Journey Into Day)

Als Produzentin
- 1994: Straight from the Heart
- 1995: Skin Deep: Building Diverse Campus Communities
- 2003: Lost Boys of Sudan
- 2011: Happy

## Nominierungen und Auszeichnungen
- Oscar
  - Oscarverleihung 1995: Nominierung für Straight from the Heart in der Kategorie „Bester Dokumentar-Kurzfilm“
  - Oscarverleihung 2001: Nominierung für Der lange Weg aus der Dunkelheit in der Kategorie „Bester Dokumentarfilm“
- Sundance Film Festival
  - 2000: Großen Preis der Jury für Der lange Weg aus der Dunkelheit
- Directors Guild of America Award 2001: Nominierung für Der lange Weg aus der Dunkelheit
- Independent Spirit Awards 2001: Nominierung für Der lange Weg aus der Dunkelheit